# Batouly Camara
Pour les articles homonymes, voir Camara.
Batouly Camara, née le 2 novembre 1996, est une basketteuse guinéo-américaine,. Elle a joué au niveau universitaire pour l'Université du Kentucky et l'Université du Connecticut, puis professionnellement dans la Ligue féminine espagnole de basket-ball.
En tant que membre de l'Équipe de Guinée féminine de basket-ball, elle a participé à l'Afrobasket féminin de 2021 au Cameroun.

## Biographie et études
Batouly Camara était une étudiante de la Blair Academy. Elle a récolté en moyenne 12,5 points et 12,0 rebonds par match. À la sortie du lycée, elle a été classée neuvième meilleure joueuse du pays par ESPN.com. Elle a également été active en dehors du terrain puisqu'elle a été élue vice-présidente du conseil du gouvernement étudiant de la Blair Academy en tant que junior et a été représentante au conseil étudiant en tant qu'étudiante en deuxième année.
En tant qu'étudiant de première année à l'Université du Kentucky, Camara a disputé 33 matchs avec 14 départs, avec une moyenne de 5,1 points et 4,3 rebonds par match,. Elle a été transférée à l'Université du Connecticut au cours de sa deuxième année, et a participé à 23 matchs, avec une moyenne de 4,8 minutes par match. En tant que junior, elle a disputé 25 matchs, avec une moyenne de 1,2 points et 1,6 rebonds par match. Au cours de sa dernière année, elle a participé à 10 matchs, avec une moyenne de 0,8 point et 0,3 rebond par match.

## Carrière professionnelle
Batouly Camara a joué pour Embutidos Pajariel Bembibre PDM (es) dans la ligue féminine espagnole de basket-ball pour la saison 2020-2021.

## Carrière en équipe nationale
Camara a été membre de l'équipe nationale féminine de basket-ball de Guinée et a participé en 2021 à l'Afrobasket féminin FIBA.

## Vie privée
Depuis 2022, Camara est conseillère universitaire et entraîneuse de basket-ball féminin à la Blair Academy. Camara est la fondatrice de la Women and Kids Academy (WAKE) et figure également sur la liste Forbes des 30 Under 30 - Sports (2021).